# Mustafa ben Ahmad ben Abd al-Mawla Čelebi
Mustafa ben Ahmad ben Abd al-Mawla Čelebi àlies Ali (en turc Gelibolulu Mustafa Âlî) (Gallipoli 1541-Djedda 1600) és un escriptor i historiador otomà del segle xvi. Va escriure també poesia però en aquest aspecte és considerat de segon ordre.
Obres destacades són:
- Heft-Meclis, sobre el final del regnat de Solimà I i la pujada al tron de Selim II (1572)
- Mirat al-awalim, sobre els miracles de la creació
- Câmiü'l-Buhûr der-Mecâlis-i Sûr, sobre la circumcisió del príncep hereu
- Menâkıb-ı Hünerverân, biografies de cal·lígrafs, miniaturistes i gravadors
- Künhü'l-Ahbâr en quatre parts, la seva obra principal (1592-1599) sobre la història otomana després de Mehmet II.

Va morir poc després de ser nomenat paixà de Djedda.